# Ahmet Nurettin Aknoz
Ahmet Nurettin Aknoz (* 1898 in Istanbul; † 21. Juni 1964) war ein türkischer General und Politiker der Demokratischen Partei (DP), der unter anderem zwischen 1956 und 1957 Oberkommandierender des Heeres (Türk Kara Kuvvetleri) und von 1957 bis 1960 Mitglied der Großen Nationalversammlung der Türkei (Türkiye Büyük Millet Meclisi) war.

## Leben
Aknoz begann nach dem Schulbesuch 1914 eine Offiziersausbildung an der Heeresschule (Kara Harp Okulu), die er als Fähnrich (Asteğmen) abschloss. Nach dem Ersten Weltkrieg befand er sich vom 19. September 1918 bis zum 25. Dezember 1919 in Kriegsgefangenschaft in Ägypten. Nach seiner Entlassung und seiner Teilnahme am Befreiungskrieg wurde er am 3. August 1921 zu einem Artilleriebataillon nach Anatolien versetzt und war dort zunächst Zugführer sowie später Batteriechef. 1927 schloss er seine Ausbildung zum Stabsoffizier an der Heeresakademie (Kara Harp Akademisi) ab und fand im Anschluss zahlreiche Verwendungen als Offizier und Stabsoffizier bei verschiedenen Heereseinheiten.
Nach seiner Beförderung zum Brigadegeneral (Tuğgeneral) wurde Aknoz 1945 zunächst Kommandeur der 3. Panzerbrigade sowie danach Kommandeur der 1. Panzerbrigade und zuletzt stellvertretender Befehlshaber der 1. Panzerdivision. 1947 wurde er zum Generalmajor (Tümgeneral) befördert und fungierte anfangs als Befehlshaber der 1. Panzerdivision. Danach wurde er Leiter der Abteilung für Kraftfahrzeuge, Ausrüstung, Versorgung und Instandsetzung im Generalstab der Türkei und dann Leiter der daraus hervorgegangenen Ausrüstungsabteilung im Generalstab. Daraufhin übte er die Position als Befehlshaber der 4. Division sowie schließlich als stellvertretender Kommandierender General des II. Korps aus.
Nachdem Aknoz 1951 zum Generalleutnant (Korgeneral) befördert worden war, wurde er Leiter der Ausrüstungsabteilung im Generalstab sowie danach Kommandierender General des II. Korps und zuletzt stellvertretender Oberbefehlshaber der 3. Armee (Üçüncü Ordu).
1955 wurde Aknoz zum General (Orgeneral) befördert und fungierte vom 9. September 1955 als Nachfolger von General Hakkı Tunaboylu bis zu seiner Ablösung durch General Vedat Garan am 16. Juni 1956 als Oberbefehlshaber der 1. Armee (Birinci Ordu). Zuletzt wurde er am 25. Juni 1956 erneut Nachfolger von General Hakkı Tunaboylu, und zwar als Oberkommandierender des Heeres (Türk Kara Kuvvetleri). Auf diesem Posten verblieb er bis zu seinem Eintritt in den Ruhestand am 16. September 1957 und seiner darauf folgenden Ablösung durch General İbrahim Necati Tacan.
Bei der Wahl vom 27. September 1957 wurde Aknoz für die Demokrat Parti (DP) zum Mitglied der Großen Nationalversammlung der Türkei (Türkiye Büyük Millet Meclisi) gewählt und vertrat in dieser während der elften Legislaturperiode vom 1. Februar 1958 bis zum 27. Mai 1960 die Interessen von Tekirdağ.
Aknoz, der verheiratet und Vater zweier Kinder war, wurde nach seinem Tode auf dem Friedhof Zincirlikuyu (Zincirlikuyu Mezarlığı) bestattet.